# جگن داگلاس
کارکس داگلاسی (به انگلیسی: Carex douglasii) گونه‌ای از جگنیان است.